# Reserpinin
Reserpinin ist ein Indolalkaloid verschiedener Rauvolfia-Arten, vor allem der Rauvolfia heterophylla und der Rauvolfia serpentina.
Weitere Rauvolfia-Alkaloide sind die Antisympathotonika Reserpin und Rescinnamin (das früher ebenfalls als „Reserpinin“ bezeichnet wurde).

## Eigenschaften
Der spezifische Drehwinkel beträgt −155° (c=1, Chloroform).